# Wybory parlamentarne na Cyprze w 2001 roku
Wybory parlamentarne na Cyprze odbyły się 27 maja 2001 roku. Zwyciężyła w nich Postępowa Partia Ludzi Pracy (AKEL) uzyskując 34,71% głosów. Druga była Koalicja Demokratyczna (DISY), która zdobyła 34,0% głosów. Do Izby Reprezentantów weszło łącznie osiem ugrupowań. Próg wyborczy wyniósł 1,8%.

## Wyniki
| Nazwa partii                          | Głosy   | Procent | Mandaty | +/- |
| ------------------------------------- | ------- | ------- | ------- | --- |
| Postępowa Partia Ludzi Pracy (AKEL)   | 142 647 | 34,71   | 20      | +1  |
| Koalicja Demokratyczna (DISY)         | 139 732 | 34,00   | 19      | -1  |
| Partia Demokratyczna (DIKO)           | 60 977  | 14,84   | 9       | -1  |
| Ruch na rzecz Socjaldemokracji (EDEK) | 26 770  | 6,51    | 4       | -1  |
| Nowy Horyzont (NO)                    | 12 334  | 3,00    | 1       | +1  |
| Zjednoczeni Demokraci (ED)            | 10 640  | 2,59    | 1       | +1  |
| Waleczny Ruch Demokratyczny (ADK)     | 8 860   | 2,16    | 1       | +1  |
| Partia Zielonych (KOP)                | 8 128   | 1,98    | 1       | +1  |
| Niezależni                            | 909     | 0,22    | -       |     |
| Frekwencja 91,75%                     | 428 990 | 100     | 56      |     |

### Statystyki wyborcze
| Liczba uprawnionych do głosowania | 467 543 |
| Liczba głosujących                | 428 990 |
| Frekwencja wyborcza (%)           | 91,75   |
| głosów nieważnych                 | 10 188  |
| % głosów nieważnych               | 2,37    |
| głosów ważnych                    | 410 998 |
| % głosów ważnych                  | 98,81   |
| puste karty                       | 7 806   |
| % pustych kart                    | 1,82    |
| wstrzymanie się od głosu          | 38 553  |
| % wstrzymujących się od głosu     | 8 25    |